# HPD・ARX-04b
HPD・ARX-04bは、LMP2のレースカーとしてワース・リサーチとホンダ・パフォーマンス・ディベロップメント(HPD)で設計され、開発された。このマシンは、ルマン・プロトタイプのHPD・ARX-03の後継機として設計されたが、車のパフォーマンスが低く、旧型がARX-04bよりも長く使用され、04bは2015年のデイトナ24時間レースで1レースしか参戦しなかった。

## レースの歴史
このマシンは、2014年から始まる新LMP2規制に適合するように設計された。2014年12月に2台の車が唯一の顧客であるエクストリーム・スピード・モータースポーツに納入され、すぐにテストが開始された。 チームは、デイトナ24時間レースから始まる、2015年のユナイテッドスポーツカー選手権で車を使用することを計画していた。デイトナ24時間でのレースは、マシンの戦闘力がなく、どちらのクルマもゴールできなかった。1号車は勝者の740周に対し389周を走ったが、2号車は50周しか走れなかった。
デイトナ24時間での失望で、エクストリームスピードモータースポーツは、セブリングで旧型のHPD・ARX-03bでレースすることを選択し、新車はさらにテストするために時間をかけることにした。しかしチームは車に不満を持ち続け、リジェ・JS P2に乗り換えることを選択した。デイトナはARX-04の唯一のレースだった。HPDは、空力の問題を解決し、その性能を向上させるために、マシンのテストと開発を続けた。
ARX-04は、2015年のパイクスピーク・インターナショナル・ヒルクライムにも参加し、ジャスティン・ウィルソンが運転を担当した。しかし、信頼性で問題があり、パイクスピークでは撤退を余儀なくされた。
2016年、改良されたARX-04bがマイケル シャンク レーシングによってテストされた。シャンクは後にマシンの改善を賞賛した。このマシンは後にシャンクによって次シーズン2017年のコンチネンタルタイヤをテストするために使用された。